# Punta de Piedras
Punta de Piedras es una ciudad ubicada en la costa centro-sur de la Isla de Margarita y tiene una población, según censo de 10 000 habitantes. Es la capital del Municipio Tubores, estado Nueva Esparta, que forma parte de la República Bolivariana de Venezuela. Es la puerta de entrada a la isla, ya que ahí se encuentran tres puertos marítimos; desde donde se puede navegar en pequeñas embarcaciones a las vecinas Isla de Cubagua e Isla de Coche. También conecta mediante el uso de ferris a la isla con el continente, específicamente con las ciudades de Puerto La Cruz, Cumaná y La Guaira. El clima es como el resto de la isla, tropical, de los 28° hasta los 42 °C. 

## Historia
Punta de Piedras originalmente se denominó Punta de Las Piedras. Su nombre tiene su origen en un accidente geográfico «las puntas de las piedras que se divisan de mar afuera» donde se ubicaban unas rancherías de pesca de perlas durante las primeras décadas del siglo XVI. Esas piedras han desaparecido producto de la erosión y del quehacer humano en la zona. En los primeros tiempos de la presencia de los colonizadores españoles en el Caribe, Punta de Piedras fue asiento de rancherías de explotación perlera de los vecinos de isla de Cubagua. Punta de Piedras también fue un sitio donde los cubagüenses iban a buscar lajas para construir las calles de su ciudad.
En 1873, formó parte del municipio Sabana Grande.
El 5 de julio de 1901, con la promulgación de la constitución del estado Nueva Esparta, es uno de los municipios que integran la creación del Distrito Díaz o San Juan Bautista. Entre 1909 hasta 1976 es la capital del municipio Tubores, que depende durante estos años del Distrito Díaz. A partir de 1976 se crea el Distrito Tubores que mantiene a Punta de Piedras como su capital. 
Desde el año de 1959 se instala en esta población, por iniciativa de Rafael Tovar, la compañía de ferris Naviesca, posteriormente pasó a llamarse CONFERRYS desde el año de 1970. En septiembre de 2022 inició sus operaciones en la población la naviera Ferry Jet Marine, con la puesta en funcionamiento de la embarcación Dhalys Jet que hizo su primer zarpe desde el muelle de Punta de Piedras, hasta Guanta, estado Anzoátegui.

## Geografía

### Hidrografía
En su superficie se conoce el Arroyo Los Taques. Forma parte de la Laguna La Restinga, Raya y Boca Chica.

## Economía

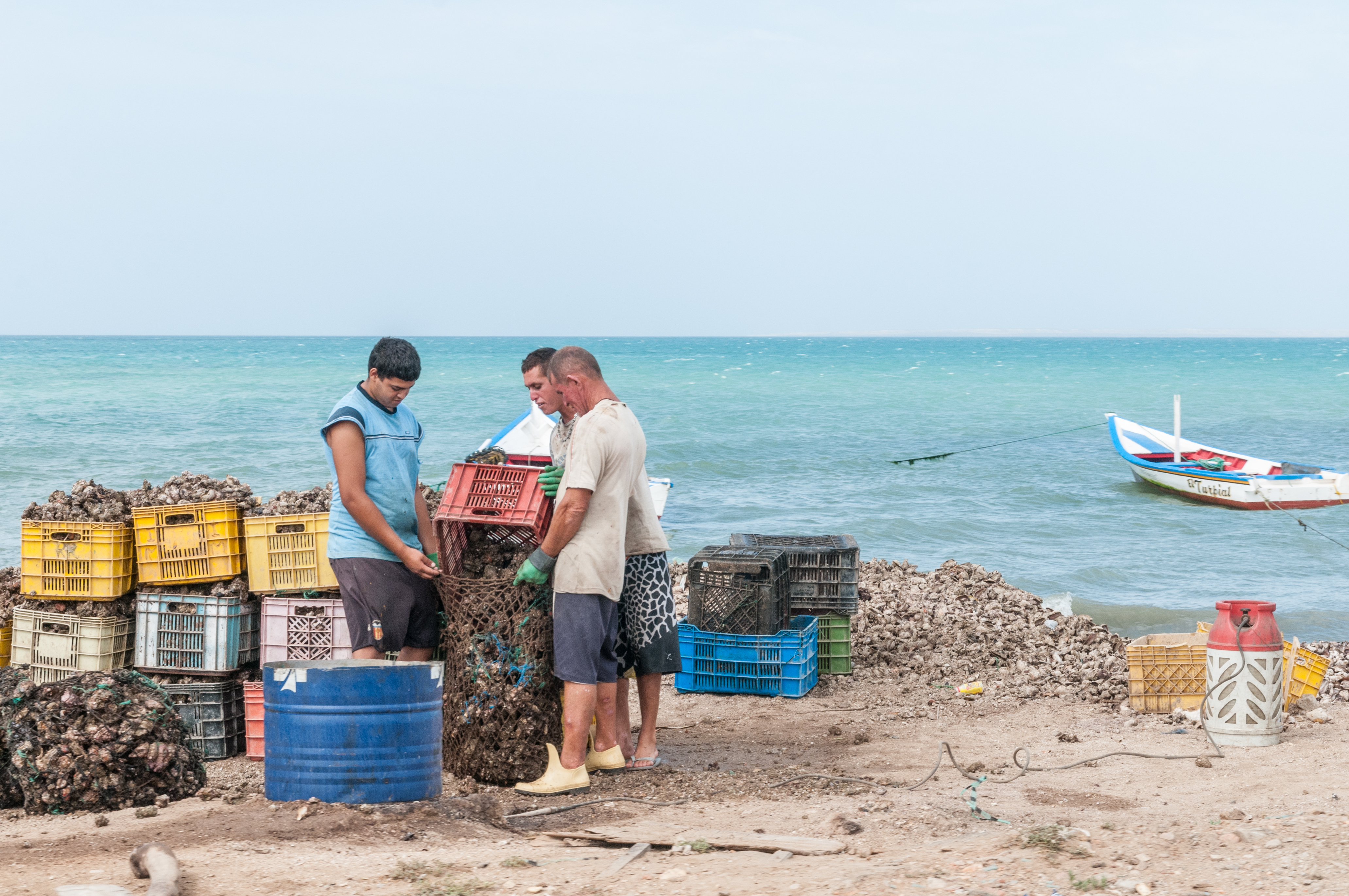
Sitio de procesamiento de Arca zebra en Punta de Piedras.

En tiempos coloniales se solía pescar perlas, para su comercialización. Dentro de sus actividades comerciales están principalmente la pesca, a la cual se dedican gran parte de sus pobladores. Cría de Ganado. En los últimos años, se han especializado en la explotación de moluscos Bivalvos como Pate e´cabra Arca zebra,[cita requerida] los cuales son procesados y comerciados en la propia población, en simultáneo un parte importante es conservada y exportada a otras islas del Caribe.[cita requerida] También se desarrollan en la población actividades comerciales, cuenta con supermercados y locales comerciales minoristas. 

## Infraestructura

### Salud
La localidad cuenta con el hospital Tipo 1 Armando Mata Sánchez.

### Transporte

#### Transporte marino
La localidad cuenta con dos muelles, utilizados por ferris.

## Educación e investigación

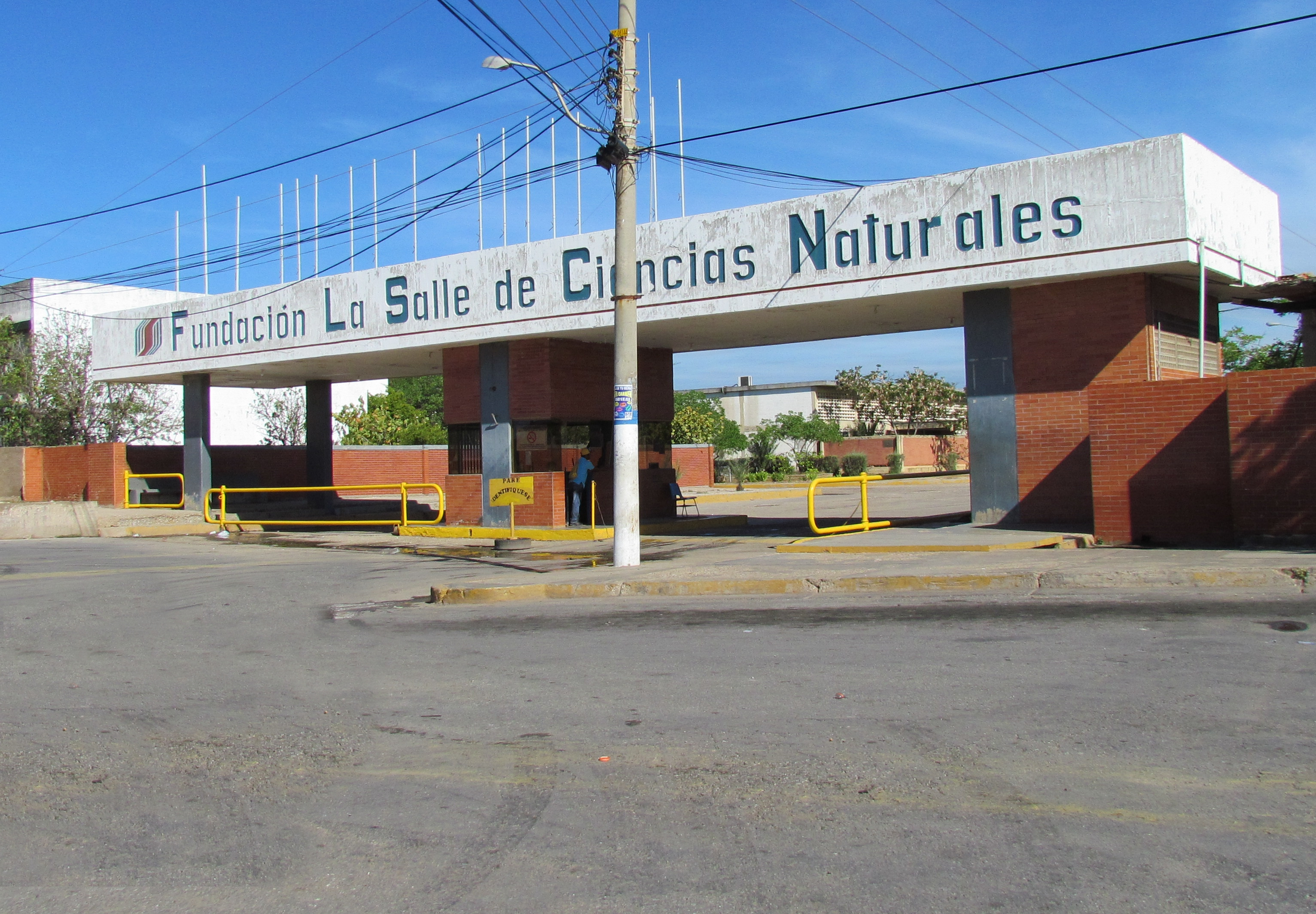
Entrada de la Fundación La Salle de Ciencias de Naturales, campus Margarita.

Desde 31 de mayo de 1960, es el asiento del campus Margarita de la Fundación La Salle de Ciencias Naturales una de las instituciones más importantes y prestigiosas de la isla de Margarita, en la cual se conjugan la formación desde el nivel Bachillerato hasta el Universitario con la investigación científica. Su fundación estuvo relacionada con las actividades que presidente el presidente fundador, el Hermano Gines, empezó a desarrollar en la isla de Margarita desde el mes de diciembre de 1957. En el campus se cuenta con el Liceo Náutico Pesquero Dr. Ramón Espinoza Reyes fundado en 1968, el Instituto Universitario de Tecnología del Mar (IUTEMAR) fundado en el año de 1977 y la Estación de Investigaciones Marinas (EDIMAR) fundada en 1960.
También cuenta la ciudad con otras instituciones educativas públicas de larga tradición como el Kinder Tío Conejos, la Unidad Educativa Tubores y privadas como el colegio Santa Eduvigis, el colegio San Simón Apóstol y el colegio San Miguel Arcángel. 